# Stöten
Stöten er et skiområde nær Sälen i Dalarne, Sverige. Området ligger 38 km. nordvest for Sälen by på bjerget "Granfjällstöten". Området har 17 lifter og 28 nedfarter. Højeste faldhøjde er 370 meter, mens den længste pist ("Mormors Störtlopp") er 2,4 kilometer lang.
De øvrige skiområder i Sälen-området er Kläppen, Lindvallen, Högfjället, Tandådalen og Hundfjället.

## Området
I Stöten findes 47 pister, hvoraf 9 er genveje mellem de forskellige torve, der er etableret. Pisterne kan opdeles som 27 grønne, 11 blå, 4 røde og 5 sorte.

### Soltorget
Stötens vestligste skitorv er Soltorget. På Soltorget finder man blandt andet en tipi-formet varmehytte samt en restaurant, "Jaktstugan". Fra Soltorget løber fire lifter op ad bjerget, "Långliftan", en T-lift, "Stolliftan", en seksstolslift samt "Långknappen" og "Kortknappen". Långliften fører til områdets vestlige grænse, hvor pisterne "Mormors Störtlopp", der er Sälens længste med sine 3 kilometer, og "Halkotrikken" starter. Der er mulighed for at stige af til både højre og venstre på halvvejen, hvorfra der løber små pister ud til de to hovedpister.
Stoleliften løber også til toppen af bjerget. Herfra er der mulighed for at køre ned ad "Bjørnebakkerne" ("Björnspåret", "Björnen" og "Losvängen") samt "Ravinen", en rød pist. Ligeledes er der på stoleliften mulighed for at stige af på halvvejen, hvorfra det er muligt at komme ud på "Losvängen og "Ravinen".
"Långknappen" og "Kortknappen" er to mindre tallerkenlifter, der løber henholdsvis ca. 500 og 200 meter op ad bjerget. De er en del af et begynderområde, der omfatter pisterne "Räven" og "Haren".

### Stötentorget
Stötentorget er Stötens hovedtorv, og det er også her man finder receptionen og de fleste after ski-faciliteter. Skimæssigt findes der fire lifter, der går fra Stötentorget, "Trippelliften", en tredobbelt T-lift samt en seksstolslift. De fire lifter løber alle til den samme endestation på toppen af bjerget.
Desuden findes der på torvet en mindre tallerkenlift, "Lillknappen", der fører 475 meter op ad bjerget.
Fra toppen af lifterne er der flere muligheder for nedkørsel. "Granen" fører fra toppen af bjerget og ned til Skidtorget, men på halvvejen har man mulighed for at vælge en anden rute, hvorefter man vil ende på Soltorget. Hvis man kører ud over kanten på "Granen", der er hugget ind i bjerget så pisten løber parallelt med bjerget, kommer man ud på den sorte bakke "Tomten".
Fra toppen af lifterne er der også mulighed for at køre ned ad "World Cup-backen" og "Parallellen", to sorte pister. Trippelliften har flere afstigningsmuligheder undervejs, således at man ikke er nødt til at køre hele vejen til toppen for at stå på ski på World Cup-backen, der ligger umiddelbart ved siden af liften. Ved den sidste afstigning inden toppen er der desuden mulighed for at køre ned ad "Trollet", en rød pist, der ender i "Stöten Snowpark", en terrænpark med bl.a. rails og big jumps. "Lillknappen" fører umiddelbart til Stöten Snowpark start.

### Skidtorget
Skidtorget er Stötens østligste skitorv. Der løber tre lifter fra Skidtorget, "Barnknappen", en tallerkenlift, og "Dubbelliften", en dobbelt T-lift.
Barnknappen fører ca. 400 meter op ad bjerget til en mindre begynderbakke, hvor der i siden ofte er etableret en slalom- eller hopbane.
Dubbelliften fører næsten til bjergets top, men hvis man vil helt til tops bliver man nødt til at tage "Toppliften", der ligger umiddelbart ved Dubbelliftens top. Fra Toppliftens top kan man køre ned af både World-Cup backen, Parallellen, Näcken og Älvan, alle fire sorte bakker. Desuden kan man, ved at gå ca. 100 meter, køre ned af Granen. Älvan og Näcken fører begge tilbage til Dubbelliftens udgangspunkt. Fra Dubbelliftens top er det desuden muligt via "Toppvägen" at komme ud på Parallellen, der fører ned i Stötentorget. Der er desuden mulighed for at stige af på halvvejen af Dubbelliften, hvorfra det er muligt at komme ud på Älvan og Näcken, og man kan desuden tage en meget flad genvej til Stötentorget, "Genvägen".

## Indkvartering
Der er flere indkvarteringsmuligheder i Stöten, både i hytter og lejligheder. Længst mod sydvest ligger Kronoparken, et hytte område med egen tilslutningslift. Længere mod nord og tættere på skiområdet ligger Soltorgsbyn, Granbyn, Granfjällsbyn og Solhem, der alle også er karakteriserede ved hyttebebyggelser. 
Mellem Soltorget og Skidtorget ligger Stöten Mitt, der er et hotel lige ud til skiområdet. Længere mod vest, på Skidtorget, ligger Stöten Hotell.
Længere mod syd ligger Stöten Ranch og Stöten camping, to områder der deler en tilslutningslift til Skidtorget, "Ranchliften".
På Branta Torget er der også indkvarteringsmuligheder: Varglyans Lyor, der er ensbyggede dobbelthytter, og Varglyans Våninger, der er store lejligheder i huse af fire styk.
Lige inden for indkørslen til Stötens område ligger der på venstre hånd et nybygget lejlighedskompleks, "Yrsnöbyn".